# فیلم‌شناسی آندری تارکوفسکی

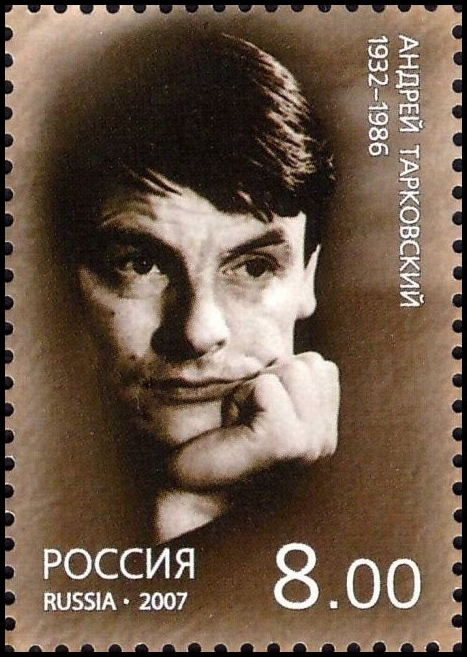
آندری تارکوفسکی (۱۹۳۲–۱۹۸۶) کارگردان فیلم، فیلم‌نامه‌نویس و نظریه‌پرداز فیلم اهل روسیه بود. او چند فیلم دانشجویی، هفت فیلم بلند و یک فیلم مستند را کارگردانی کرد و نویسندهٔ فیلم‌نامه‌های بسیاری، هم برای فیلم‌های خودش و هم برای دیگر کارگردانان، بود. تارکوفسکی دو نمایش و یک نمایش رادیویی را کارگردانی کرد،  در چند فیلم نقش‌هایی فرعی ایفا کرد و کتابی در بارهٔ نظریهٔ فیلم نوشت. علاوه بر آن، او به‌طور منظم خاطراتش را می‌نوشت (که پس از مرگش منتشر شد) و در ده‌ها فیلم مستند دربارهٔ تاریخ سینما و هنر فیلمسازی حضور داشت یا موضوع چنین مستندهایی بود.

## فیلم‌شناسی

### فیلم‌های کارگردانی‌شده توسط تارکوفسکی
| سال  | عنوان                   | عنوان اصلی                  | کشور                                  | مدت       | توضیحات       |
| ---- | ----------------------- | --------------------------- | ------------------------------------- | --------- | ------------- |
| ۱۹۵۶ | آدم‌کش‌ها                 | Убийцы                      | اتحاد جماهیر شوروی سوسیالیستی         | ۱۹ دقیقه  | فیلم دانشجویی |
| ۱۹۵۹ | امروز مرخصی در کار نیست | Сегодня увольнения не будет | اتحاد جماهیر شوروی سوسیالیستی         | ۴۶ دقیقه  | فیلم دانشجویی |
| ۱۹۶۱ | غلطک و ویولن            | Каток и скрипка             | اتحاد جماهیر شوروی سوسیالیستی         | ۴۶ دقیقه  | فیلم دانشجویی |
| ۱۹۶۲ | کودکی ایوان             | Иваново детство             | اتحاد جماهیر شوروی سوسیالیستی         | ۹۵ دقیقه  |               |
| ۱۹۶۶ | آندری روبلوف            | Андрей Рублёв               | اتحاد جماهیر شوروی سوسیالیستی         | ۲۰۵ دقیقه |               |
| ۱۹۷۲ | سولاریس                 | Солярис                     | اتحاد جماهیر شوروی سوسیالیستی         | ۱۶۵ دقیقه |               |
| ۱۹۷۵ | آینه                    | Зеркало                     | اتحاد جماهیر شوروی سوسیالیستی         | ۱۰۷ دقیقه |               |
| ۱۹۷۹ | استاکر                  | Сталкер                     | اتحاد جماهیر شوروی سوسیالیستی         | ۱۶۴ دقیقه |               |
| ۱۹۸۳ | نوستالژیا               | Nostalghia                  | ایتالیا/اتحاد جماهیر شوروی سوسیالیستی | ۱۲۵ دقیقه |               |
| ۱۹۸۳ | سفر در زمان             | Tempo di Viaggio            | ایتالیا                               | ۶۳ دقیقه  | فیلم مستند    |
| ۱۹۸۶ | ایثار                   | Offret                      | سوئد                                  | ۱۴۹ دقیقه |               |

### فیلم‌نامه‌ها
| سال             | عنوان                                          | عنوان اصلی                  | نویسنده (های) همکار                                                  | فیلم                    |
| --------------- | ---------------------------------------------- | --------------------------- | -------------------------------------------------------------------- | ----------------------- |
| ۱۹۵۶            | آدم‌کش‌ها                                        | Убийцы                      | ارنست همینگوی (نویسندهٔ اصلی)، الکساندر گوردن                         | قاتلان                  |
| ۱۹۵۷            | امروز مرخصی در کار نیست                        | Сегодня увольнения не будет | الکساندر گوردن، ی. ماخوف                                             | امروز مرخصی در کار نیست |
| ۱۹۵۸            | آندری تارکوفسکی                                | Концентрат                  |                                                                      |                         |
| ۱۹۵۹            | قطب جنوب، سرزمین دور                           | Антарктида, далёкая страна  | آندری کونچالوفسکی، اُلِگ اُسِتینسکی                                      |                         |
| ۱۹۶۱            | غلطک و ویولن                                   | Каток и скрипка             | آندری کونچالوفسکی                                                    | غلطک و ویولن            |
| ۱۹۶۱            | کودکی ایوان                                    | Иваново детство             | ولادیمیر بوگومولوف (نویسندهٔ اصلی)، میخائیل پاپاوا، آندری کونچالوفسکی | کودکی ایوان             |
| ۱۹۶۲            | شرح مصایب به روایت آندری                       | Страсти по Андрею           | آندری کونچالوفسکی                                                    | آندری روبلوف            |
| ۱۹۶۵            | اولین معلم                                     | Первый учитель              | چنگیز آیتماتوف (نویسندهٔ اصلی)، بوریس دوبرودیف، آندری کونچالوفسکی     |                         |
| ۱۹۶۸            | سرگئی لازو                                     | Сергей Лазо                 | گئورگی مالارچوک                                                      | سرگئی لازو              |
| ۱۹۶۸            | تاشکند - شهر نان                               | Ташкент - город хлебный     | آندری کونچالوفسکی                                                    |                         |
| ۱۹۶۸–۱۹۷۵، ۱۹۸۴ | آینه (نام‌های دیگر: اعتراف و یک روز روشن، روشن) | Зеркало                     | الکساندر میشارین                                                     | آینه                    |
| ۱۹۶۹            | فرصت یک از هزار                                | Один шанс из тысячи         | لئونید کوشارجان                                                      | فرصت یک از هزار         |
| ۱۹۷۱            | پایان سالار قبیله                              | Конец атамана               |                                                                      | پایان سالار قبیله       |
| ۱۹۷۲            | سولاریس                                        | Солярис                     | استانیسلاو لم (نویسندهٔ اصلی)، فریدریش گورنشتاین                      | سولاریس                 |
| ۱۹۷۲            | باد سبک (آریل)                                 | Светлый Ветер               | الکساندر بلیائف (نویسندهٔ اصلی)، فریدریش گورنشتاین                    |                         |
| ۱۹۷۳            | آدم وحشی                                       | Ллютый                      |                                                                      | آدم وحشی                |
| ۱۹۷۵، ۱۹۸۴      | آندری تارکوفسکی                                | Гофманиана                  |                                                                      |                         |
| ۱۹۷۸            | استاکر                                         | Сталкер                     | بوریس و آرکادی استروگاتسکی (نویسندگان اصلی و نویسندگان فیلم‌نامه)     | استاکر                  |
| ۱۹۷۸            | ساردور                                         | Сардор                      | الکساندر میشارین                                                     |                         |
| ۱۹۷۸–۱۹۸۲       | نوستالژی                                       | Ностальгия                  | تونینو گوئرا                                                         | نوستالژی                |
| ۱۹۷۹            | مواظب باش، مار!                                | Берегись! змей!             |                                                                      | مواظب باش، مار!         |
| ۱۹۷۹            | روز اول                                        | Первый день                 | آندری کونچالوفسکی                                                    |                         |
| ۱۹۸۴            | ایثار                                          | Жертвоприношение            |                                                                      | ایثار                   |

### سایر پروژه‌های سینمایی
| سال  | عنوان           | عنوان اصلی          | کشور                          | مدت       | سِمَت             |
| ---- | --------------- | ------------------- | ----------------------------- | --------- | --------------- |
| ۱۹۵۶ | قاتلان          | Убийцы              | اتحاد جماهیر شوروی سوسیالیستی | ۱۹ دقیقه  | بازیگر          |
| ۱۹۶۴ | بیست‌ساله‌ام      | Мне двадцать лет    | اتحاد جماهیر شوروی سوسیالیستی | ۱۸۹ دقیقه | بازیگر          |
| ۱۹۶۸ | سرگئی لازو      | Сергей Лазо         | اتحاد جماهیر شوروی سوسیالیستی | ۸۹ دقیقه  | بازیگر، تدوین‌گر |
| ۱۹۶۸ | فرصت یک از هزار | Один шанс из тысячи | اتحاد جماهیر شوروی سوسیالیستی | ۸۱ دقیقه  | کارگردان هنری   |
| ۱۹۷۴ | انگورهای ترش    | Терпкий виноград    | اتحاد جماهیر شوروی سوسیالیستی | ۷۶ دقیقه  | مشاور هنری      |

## تولیدات صحنه‌ای
| سال  | عنوان        | آهنگساز/نمایش‌نامه‌نویس | تماشاخانه                     |
| ---- | ------------ | --------------------- | ----------------------------- |
| ۱۹۷۷ | هملت         | ویلیام شکسپیر         | تئاتر لنکوم، مسکو             |
| ۱۹۸۳ | بوریس گودونف | مودست موسورگسکی       | تالار اپرای سلطنتی لندن، لندن |

## تولیدات رادیویی
| سال  | عنوان  | عنوان اصلی            | توضیحات                                  |
| ---- | ------ | --------------------- | ---------------------------------------- |
| ۱۹۶۵ | عقب‌گرد | Полный поворот кругом | بر اساس داستان کوتاه عقب‌گرد ویلیام فاکنر |

## کتاب‌ها
| سال  | عنوان                                       | گونه         | ترجمه‌شده به انگلیسی توسط |
| ---- | ------------------------------------------- | ------------ | ------------------------ |
| ۱۹۸۷ | پیکره‌سازی در زمان                           | نظریهٔ فیلم   | کیتی هانتر-بلر           |
| ۱۹۹۳ | زمان درون زمان: یادداشت‌های روزانه ۱۹۷۰–۱۹۸۶ | خودزندگی‌نامه | کیتی هانتر-بلر           |